# Choisy-le-Roi

Mapa polohy města

Choisy-le-Roi je město v jihovýchodní části metropolitní oblasti Paříže ve Francii v departmentu Val-de-Marne a regionu Île-de-France. Od centra Paříže je vzdálené 10,7 km.

## Geografie
Sousední obce: Alfortville, Créteil, Valenton, Villeneuve-Saint-Georges, Orly, Thiais a Vitry-sur-Seine.

## Památky
- Zámek Choisy ze 17. století
- Kostel Saint-Louis et Saint-Nicolas postavený Ange-Jacquesem Gabrielem na zakázku Ludvíka XV.
- Pomník autora textu a hudby francouzské hymny, Marseillaisy, Claude Josepha Rougeta de Lisle

## Vývoj počtu obyvatel
Počet obyvatel

## Doprava
Město je dostupné linkami RER C a RER D.

## Partnerská města
- Dong Da, Vietnam
- Hennigsdorf, Německo
- Lugo, Itálie
- Târnova, Rumunsko